# 1950-es labdarúgó-világbajnokság (2. csoport)
Az 1950-es labdarúgó-világbajnokság 2. csoportjának mérkőzéseit június 25. és július 2. között játszották. A csoportban Chile, Spanyolország, az Egyesült Államok és a világbajnoki mezőnyben újonc Anglia szerepelt.
A csoportból Spanyolország jutott tovább a döntő csoportkörbe. A mérkőzéseken összesen 17 gól esett.

## Végeredmény
| Csapat           | M | Gy | D | V | Rg | Kg | Gk | P |
| ---------------- | - | -- | - | - | -- | -- | -- | - |
| Spanyolország    | 3 | 3  | 0 | 0 | 6  | 1  | +5 | 6 |
| Anglia           | 3 | 1  | 0 | 2 | 2  | 2  | 0  | 2 |
| Chile            | 3 | 1  | 0 | 2 | 5  | 6  | –1 | 2 |
| Egyesült Államok | 3 | 1  | 0 | 2 | 4  | 8  | –4 | 2 |

## Mérkőzések

### Anglia – Chile
| 1950. június 25. 15:00 |

| Anglia                    | 2 – 0               | Chile |
| ------------------------- | ------------------- | ----- |
| Mortensen 39' Mannion 51' | (1 – 0) Jegyzőkönyv |       |

| Maracanã Stadion, Rio de Janeiro Nézőszám: ~30 000 Játékvezető: Karel van der Meer (holland) Asszisztensek: Mário Gardelli (brazil) Gunnar Dahlner (svéd) |

| Anglia | Chile |

| K                    |  | Bert Williams   |
| HV                   |  | Billy Wright    |
| HV                   |  | John Aston      |
| HV                   |  | Alf Ramsey      |
| KP                   |  | Laurie Hughes   |
| KP                   |  | Jimmy Dickinson |
| CS                   |  | Roy Bentley     |
| CS                   |  | Tom Finney      |
| CS                   |  | Stan Mortensen  |
| CS                   |  | Jimmy Mullen    |
| CS                   |  | Wilf Mannion    |
| Szövetségi kapitány: |  |                 |
| Walter Winterbottom  |  |                 |

| K                    |  | Sergio Livingstone |
| HV                   |  | Manuel Álvarez     |
| HV                   |  | Arturo Farías      |
| HV                   |  | Fernando Roldán    |
| KP                   |  | Miguel Busquets    |
| KP                   |  | Hernán Carvallo    |
| CS                   |  | Atilio Cremaschi   |
| CS                   |  | Guillermo Díaz     |
| CS                   |  | Luis Mayanés       |
| CS                   |  | Manuel Muñoz       |
| CS                   |  | George Robledo     |
| Szövetségi kapitány: |  |                    |
| Arturo Bucciardi     |  |                    |

### Spanyolország – USA
| 1950. június 25. 15:00 |

| Spanyolország            | 3 – 1               | Egyesült Államok |
| ------------------------ | ------------------- | ---------------- |
| Basora 75' 78' Zarra 85' | (0 – 1) Jegyzőkönyv | Pariani 17'      |

| Estádio Durival de Britto, Curitiba Nézőszám: ~9 000 Játékvezető: Mario Viana (brazil) Asszisztensek: José Vieira da Costa (portugál) Charles de la Salle (francia) |

| Spanyolország | USA |

| K                    |  | Ignacio Eizaguirre |
| HV                   |  | Gabriel Alonso     |
| HV                   |  | Francisco Antúnez  |
| HV                   |  | Josep Gonzalvo     |
| KP                   |  | Mariano Gonzalvo   |
| KP                   |  | Antonio Puchades   |
| CS                   |  | Estanislao Basora  |
| CS                   |  | Agustín Gaínza     |
| CS                   |  | Rosendo Hernández  |
| CS                   |  | Silvestre Igoa     |
| CS                   |  | Telmo Zarra        |
| Szövetségi kapitány: |  |                    |
| Guillermo Eizaguirre |  |                    |

| K                    |  | Frank Borghi    |
| HV                   |  | Harry Keough    |
| HV                   |  | Joe Maca        |
| KP                   |  | Walter Bahr     |
| KP                   |  | Charlie Colombo |
| KP                   |  | Ed McIlvenny    |
| CS                   |  | Joe Gaetjens    |
| CS                   |  | Gino Pariani    |
| CS                   |  | John Souza      |
| CS                   |  | Frank Wallace   |
| CS                   |  | Adam Wolanin    |
| Szövetségi kapitány: |  |                 |
| William Jeffrey      |  |                 |

### Spanyolország – Chile
| 1950. június 29. 15:00 |

| Spanyolország        | 2 – 0               | Chile |
| -------------------- | ------------------- | ----- |
| Basora 17' Zarra 30' | (2 – 0) Jegyzőkönyv |       |

| Maracanã Stadion, Rio de Janeiro Nézőszám: ~20 000 Játékvezető: Alberto Malcher (brazil) Asszisztensek: Esteban Marino (uruguayi) Alfredo Alvarez (bolíviai) |

| Spanyolország | Chile |

| K                    |  | Antoni Ramallets  |
| HV                   |  | Gabriel Alonso    |
| HV                   |  | Josep Gonzalvo    |
| HV                   |  | José Parra        |
| KP                   |  | Mariano Gonzalvo  |
| KP                   |  | Antonio Puchades  |
| CS                   |  | Estanislao Basora |
| CS                   |  | Agustín Gaínza    |
| CS                   |  | Silvestre Igoa    |
| CS                   |  | José Luis Panizo  |
| CS                   |  | Telmo Zarra       |
| Szövetségi kapitány: |  |                   |
| Guillermo Eizaguirre |  |                   |

| K                    |  | Sergio Livingstone |
| HV                   |  | Manuel Álvarez     |
| HV                   |  | Arturo Farías      |
| HV                   |  | Fernando Roldán    |
| KP                   |  | Miguel Busquets    |
| KP                   |  | Hernán Carvallo    |
| CS                   |  | Atilio Cremaschi   |
| CS                   |  | Guillermo Díaz     |
| CS                   |  | Manuel Muñoz       |
| CS                   |  | Andrés Prieto      |
| CS                   |  | George Robledo     |
| Szövetségi kapitány: |  |                    |
| Arturo Bucciardi     |  |                    |

### USA – Anglia
| 1950. június 29. 18:00 |

| Egyesült Államok | 1 – 0               | Anglia |
| ---------------- | ------------------- | ------ |
| Gaetjens 38'     | (1 – 0) Jegyzőkönyv |        |

| Estádio Independência, Belo Horizonte Nézőszám: ~10 000 Játékvezető: Generoso Dattilo (olasz) Asszisztensek: Charles de la Salle (francia) Giovanni Galeati (olasz) |

| USA | Anglia |

| GK                   |  | Frank Borghi    |
| RB                   |  | Harry Keough    |
| LB                   |  | Joe Maca        |
| RH                   |  | Ed McIlvenny    |
| CH                   |  | Charlie Colombo |
| LH                   |  | Walter Bahr     |
| IR                   |  | Gino Pariani    |
| IL                   |  | John Souza      |
| OR                   |  | Frank Wallace   |
| OL                   |  | Ed Souza        |
| CF                   |  | Joe Gaetjens    |
| Szövetségi kapitány: |  |                 |
| William Jeffrey      |  |                 |

|                      |  |                 |  |
|                      |  |                 |  |
| GK                   |  | Bert Williams   |  |
| RB                   |  | Alf Ramsey      |  |
| LB                   |  | John Aston      |  |
| WH                   |  | Billy Wright    |  |
| CH                   |  | Laurie Hughes   |  |
| WH                   |  | Jimmy Dickinson |  |
| OR                   |  | Tom Finney      |  |
| IF                   |  | Wilf Mannion    |  |
| CF                   |  | Roy Bentley     |  |
| IF                   |  | Stan Mortensen  |  |
| OL                   |  | Jimmy Mullen    |  |
| Szövetségi kapitány: |  |                 |  |
| Walter Winterbottom  |  |                 |  |

### Spanyolország – Anglia
| 1950. július 2. 15:00 |

| Spanyolország | 1 – 0               | Anglia |
| ------------- | ------------------- | ------ |
| Zarra 48'     | (0 – 0) Jegyzőkönyv |        |

| Maracanã Stadion, Rio de Janeiro Nézőszám: ~74 000 Játékvezető: Giovanni Galeati (olasz) Asszisztensek: Jean Lutz (svájci) Generoso Dattilo (olasz) |

| Spanyolország | Anglia |

| K                    |  | Antoni Ramallets  |
| HV                   |  | Gabriel Alonso    |
| HV                   |  | Josep Gonzalvo    |
| HV                   |  | José Parra        |
| KP                   |  | Mariano Gonzalvo  |
| KP                   |  | Antonio Puchades  |
| CS                   |  | Estanislao Basora |
| CS                   |  | Agustín Gaínza    |
| CS                   |  | Silvestre Igoa    |
| CS                   |  | José Luis Panizo  |
| CS                   |  | Telmo Zarra       |
| Szövetségi kapitány: |  |                   |
| Guillermo Eizaguirre |  |                   |

| K                    |  | Bert Williams    |
| HV                   |  | Billy Wright     |
| HV                   |  | Bill Eckersley   |
| HV                   |  | Alf Ramsey       |
| KP                   |  | Laurie Hughes    |
| KP                   |  | Jimmy Dickinson  |
| CS                   |  | Jackie Milburn   |
| CS                   |  | Tom Finney       |
| CS                   |  | Stanley Matthews |
| CS                   |  | Stan Mortensen   |
| CS                   |  | Eddie Baily      |
| Szövetségi kapitány: |  |                  |
| Walter Winterbottom  |  |                  |

### Chile – USA
| 1950. július 2. 18:00 |

| Chile                                        | 5 – 2               | Egyesült Államok                |
| -------------------------------------------- | ------------------- | ------------------------------- |
| Robledo 16' Cremaschi 32' 61' 82' Prieto 54' | (2 – 0) Jegyzőkönyv | Wallace 47' Maca 48' (11-esből) |

| Estádio Ilha do Retiro, Recife Nézőszám: ~8 000 Játékvezető: Mário Gardelli (brazil) Asszisztensek: Mario Ruben Heyne (paraguayi) Alfredo Alvarez (bolíviai) |

| Chile | USA |

| K                    |  | Sergio Livingstone |
| HV                   |  | Manuel Álvarez     |
| HV                   |  | Arturo Farías      |
| HV                   |  | Manuel Machuca     |
| KP                   |  | Miguel Busquets    |
| KP                   |  | Carlos Rojas       |
| CS                   |  | Atilio Cremaschi   |
| CS                   |  | Carlos Ibáñez      |
| CS                   |  | Andrés Prieto      |
| CS                   |  | Fernando Riera     |
| CS                   |  | George Robledo     |
| Szövetségi kapitány: |  |                    |
| Arturo Bucciardi     |  |                    |

| K                    |  | Frank Borghi    |
| HV                   |  | Harry Keough    |
| HV                   |  | Joe Maca        |
| KP                   |  | Walter Bahr     |
| KP                   |  | Charlie Colombo |
| KP                   |  | Ed McIlvenny    |
| CS                   |  | Joe Gaetjens    |
| CS                   |  | Gino Pariani    |
| CS                   |  | Ed Souza        |
| CS                   |  | John Souza      |
| CS                   |  | Frank Wallace   |
| Szövetségi kapitány: |  |                 |
| William Jeffrey      |  |                 |